# Acropora elegans
Acropora elegans là một loài san hô trong họ Acroporidae. Loài này được Milne Edwards & Haime mô tả khoa học năm 1860.